# Methylmethaqualone
Methylmethaqualone (MMQ) là một quinazolinone và một chất tương tự của methaquater có đặc tính an thần và thôi miên tương tự như hợp chất gốc của nó (kết quả từ hoạt động chủ vận của nó ở β tiểu loại của thụ thể GABAA), và có cùng tiềm năng. Methylmethaqualone khác với methaqualone bởi 4-methyl hóa trên vòng phenyl. Nó đã được coi là bất hợp pháp ở Đức vào năm 1999 và được DEA liệt kê là "thuốc quan tâm pháp y" cùng một lúc, nhưng có rất ít thông tin khác. Dường như hợp chất này đã được bán trên thị trường chợ đen ở Đức dưới thuốc thiết kế dạng tương tự của methaqualone.
Các nghiên cứu trên động vật của methylmethaqualone đã chỉ ra rằng nó tạo ra co giật chỉ cao hơn một chút so với liều thuốc an thần hiệu quả, và các báo cáo giai thoại từ người dùng đã xác nhận rằng nó có thể có tác dụng gây co giật, có khả năng làm cho hợp chất này đặc biệt nguy hiểm nếu uống với liều lượng quá mức.